# Dymitr (Murietow)
Dymitr, imię świeckie: Klimient Iwanowicz Murietow (ur. 30 stycznia?/11 lutego 1811 w Łuczinskim, zm. 2 listopada?/14 listopada 1883) – rosyjski biskup prawosławny.

## Życiorys
Był synem prawosławnego diakona. Ukończył seminarium duchowne w Riazaniu. W 1831 wstąpił do Kijowskiej Akademii Duchownej, którą ukończył w 1835 jako najlepszy absolwent. W trakcie nauki, 11 września 1834 złożył wieczyste śluby mnisze, 27 października został wyświęcony na hierodiakona, zaś 24 lipca 1835 - na hieromnicha. W 1835 obronił dysertację magisterską i został zatrudniony w Akademii jako wykładowca Pisma Świętego i homiletyki. Dwa lata później otrzymał tytuł profesorski. Od 1838 wykonywał obowiązki inspektora Akademii. W tym samym roku nadano mu godność archimandryty i powierzono zadania przełożonego Monasteru Wydubickiego w Kijowie. Od 1841 przez dziesięć lat był rektorem Kijowskiej Akademii Duchownej.
4 marca 1851 miała miejsce jego chirotonia na biskupa tulskiego i bielowskiego. Od 1857 został biskupem chersońskim; w 1860 otrzymał godność arcybiskupią. Następnie od 1874 do 1876 sprawował godność arcybiskupa jarosławskiego i rostowskiego, od 1876 do 1882 - wołyńskiego, zaś od 1882 do śmierci w 1883 - ponownie chersońskiego.
W 1860 stał na czele komisji synodalnej projektującej reformę rosyjskich seminariów duchownych. Oceniając ich dotychczasową złą kondycję, stwierdził, że problemy w kształceniu wykwalifikowanych kadr duchownych było zaniedbywanie moralnej postawy seminarzystów, nie zaś niedofinansowanie szkół lub niewłaściwy dobór treści kształcenia. Sugerował tworzenie przy seminariach obowiązkowych internatów i wdrożenie uczniów do niemalże monastycznego trybu życia. Uważał również, że niższe szkoły duchowne powinny zostać przekształcone w ośmioletnie szkoły ogólne, po których możliwe byłoby kontynuowanie nauki w placówkach świeckich. Kandydaci zdecydowani na przyjęcie święceń kapłańskich mieliby kształcić się dodatkowo w dwuletnich seminariach (system ten miał zastąpić czteroletnie szkoły duchowne i sześcioletnie seminaria). W seminariach najważniejszymi przedmiotami miały być patrologia oraz studia biblijne. W ostatecznie przeprowadzonej reformie wykorzystano jedynie pojedyncze elementy jego projektu. Zdaniem hierarchy głęboka reforma Kościoła była niezbędna i oczekiwała jej większość duchowieństwa prawosławnego Rosji.
Dla uczczenia jego pamięci w Odessie wzniesiona została cerkiew św. Dymitra z Rostowa.